# Cryophis hallbergi
Cryophis hallbergi är en ormart som beskrevs av Bogert och Duellman 1963. Cryophis hallbergi är ensam i släktet Cryophis som ingår i familjen snokar. Inga underarter finns listade i Catalogue of Life.
Arten förekommer endemisk i norra delen av delstaten Oaxaca i Mexiko. Den lever i bergstrakter och på högplatå mellan 1200 och 1865 meter över havet. Individerna vistas i ursprungliga molnskogar. Honor lägger antagligen ägg.
Skogsavverkningar hotar beståndet. Cryophis hallbergi är endast känd från ett fåtal individer. IUCN kategoriserar arten globalt som otillräckligt studerad.